# 10 (album des Stranglers)
Pour les articles homonymes, voir Dix (homonymie).
Albums de The Stranglers
Dreamtime
(1986) Stranglers in the Night
(1992)
10 est un album musical du groupe The Stranglers sorti en Mars 1990 sur le label Epic Records

## Titres
1. Sweet Smell of Success - 3:21
2. Someone Like You - 2:54
3. 96 Tears - 3:12
4. In This Place - 3:38
5. Let's Celebrate - 4:14
6. Man of the Earth - 3:21
7. Too Many Teardrops - 3:47
8. Where I Live - 3:32
9. Out of My Mind - 4:08
10. Never to Look Back - 4:18

### Bonus Tracks CD 2001
1. Instead of This
2. Poisonality
3. Motorbike
4. Something
5. You
6. !Viva Vlad!
7. All Day and All of the Night
8. Always the Sun (Sunny-Side Up Mix)